# Giovanni Bellini
Giovanni Bellini (Venetië, 1430 – aldaar, 29 november 1516) was een kunstschilder uit de Italiaanse renaissance die wordt beschouwd als de voorloper van het Venetiaanse School. Zijn werk markeert de definitieve breuk met de gotische stijl.

## Biografie
Giovanni werd opgeleid door zijn vader, Jacopo Bellini, die in een icoonachtige wijze schilderde die zijn vroege stijl beïnvloedde. Er bestonden sterke relaties tussen Bellini en Andrea Mantegna, die getrouwd was met de zus van Bellini. Onder de invloed van Mantegna kreeg zijn werk een zeker kalligrafische precisie.
Het bezoek van Antonello da Messina aan Venetië in 1475 lijkt de talenten in Giovanni te hebben losgemaakt. Zijn kleuren werden sterker en kregen meer diepte zonder dat de interactie tussen vorm en ruimte verloren ging. Het licht komt het doek overvloedig binnen.
De landschappelijke achtergronden in de werken na 1475 zijn van een zodanige kwaliteit dat Bellini wel de belangrijkste landschapsschilder van de vroege renaissance wordt genoemd. Zijn kunde om een figuur met een uitdrukking van rustige overdenking weer te geven terwijl hij volledig beweeglijk is, wordt niet door zijn tijdgenoten geëvenaard. Hij maakte ook Piëta's.

## Musea
- Gallerie dell'Accademia in Venetië
- Detroit Institute of Arts in Michigan
- J. Paul Getty Museum in Los Angeles
- Kunsthistorisches Museum in Wenen
- Louvre in Parijs
- Metropolitan Museum of Art in New York
- National Gallery in Londen
- Museu de Arte de São Paulo in São Paulo
- Museum Kunstpalast in Düsseldorf, Duitsland

## Schilderijen
- Madonna in aanbidding voor het slapende Jezuskind, 1460
- Pietà, 1460
- Cristus' zegen, 1460
- Kruisiging, circa 1460
- Polittico di St Vincenzo Ferreri, 1464
- Gebed in de Hof van Gethsemane, circa 1465
- Kruisiging circa 1465-1470
- Fortitudo, 1470
- St. Terence, circa 1471-1474
- Altaarstuk van San Giobbe, ca. 1478
- Porträt eines Condottiere, circa 1480
- Madonna met kind, circa 1480
- Staande man met tulband, 1485
- Madonna met de boompjes, 1487
- Maria Magdalena, circa 1490
- Die Tugend, circa 1500
- Leinwand, 1500
- Altaarstuk van San Zaccaria, 1505
- Martinengo's piëta, circa 1505
- Jonge vrouw die zich opmaakt, 1515
- Annunciatie
- St. Francis in extase
- Bewening van het lichaam van Christus
- Madonna met kind

## Galerij

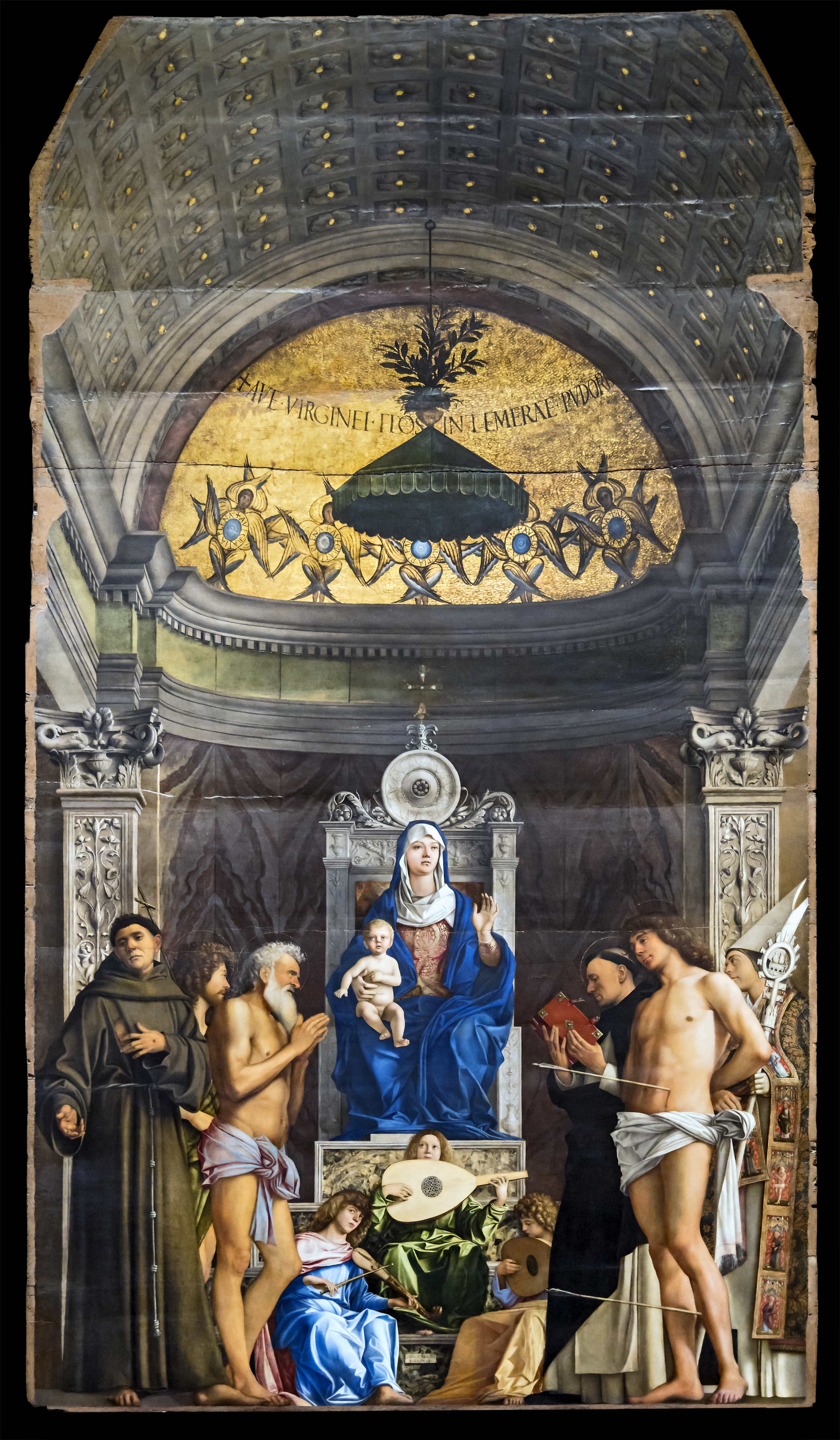
Altaarstuk van San Giobbe
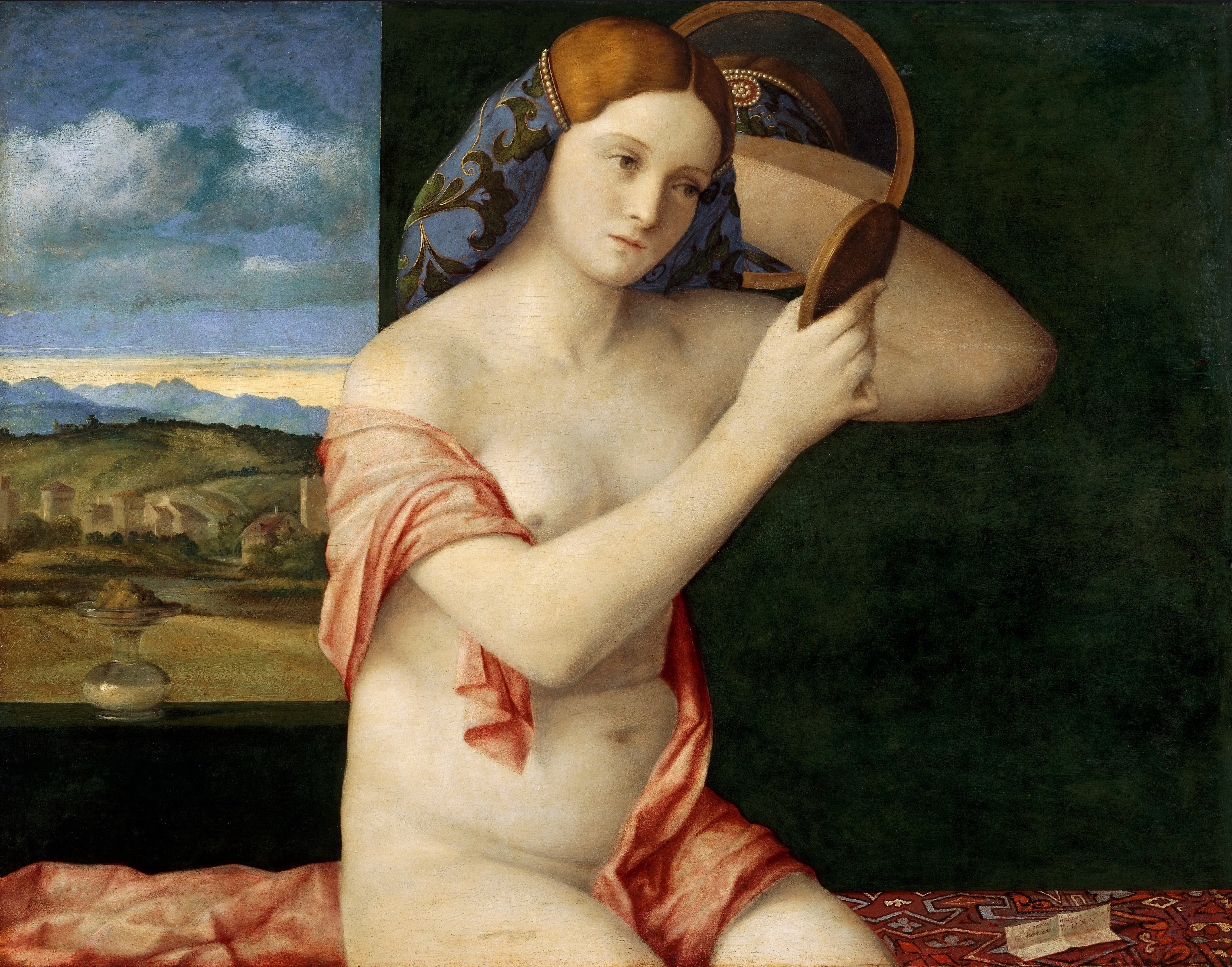
Jonge vrouw die zich opmaakt
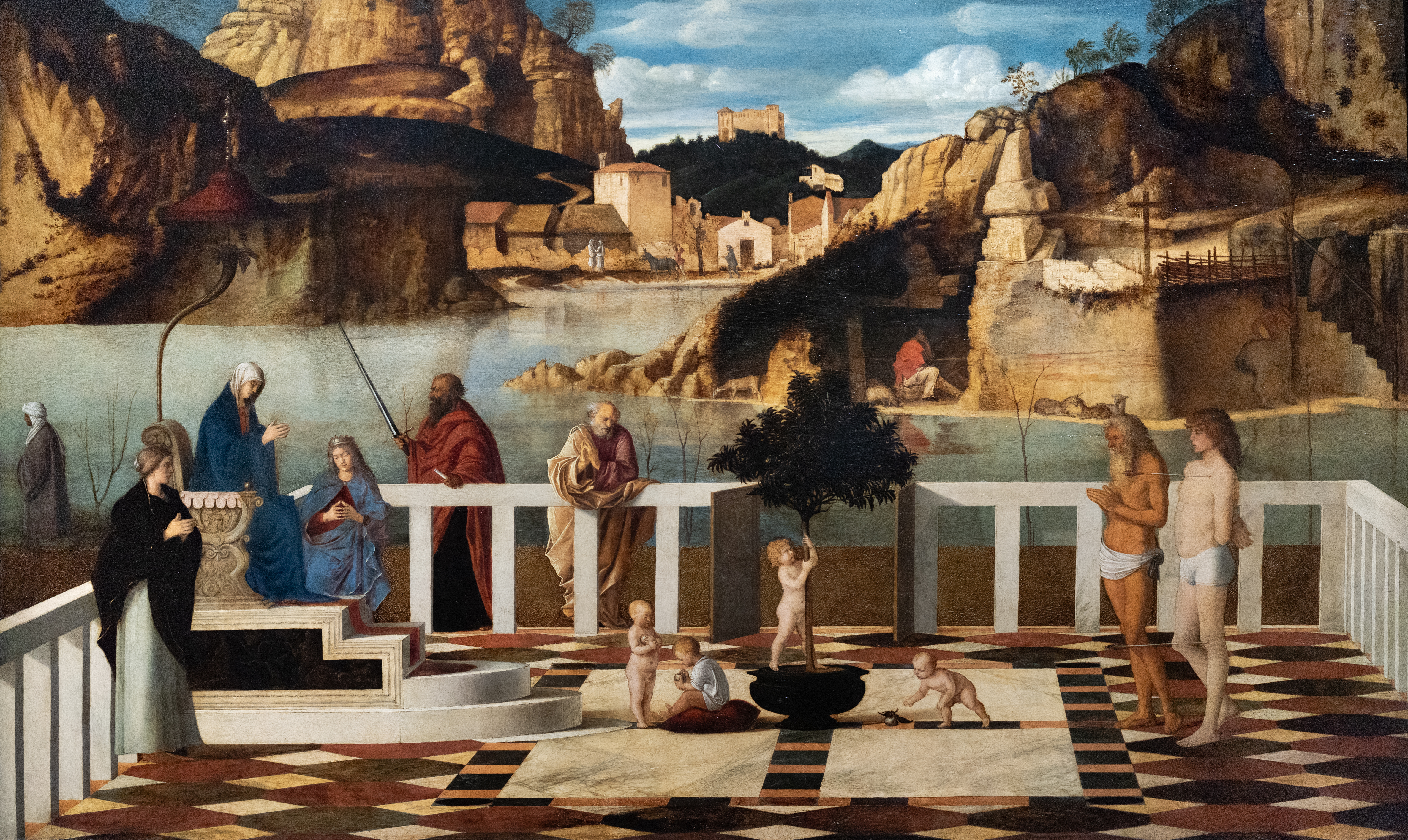
Allegorie van het vagevuur
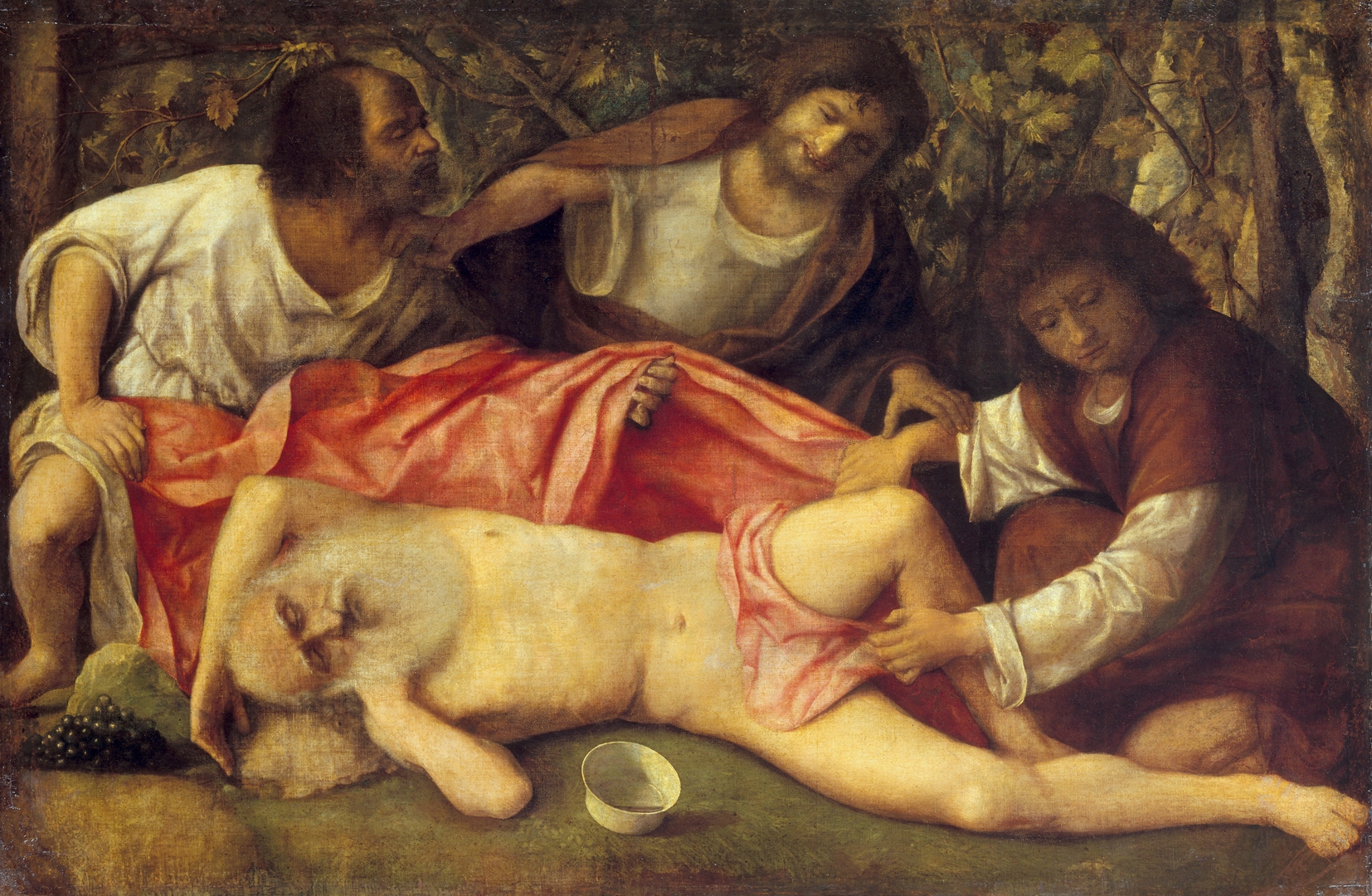
De dronkenschap van Noach